# Hanna Malewska
Hanna Malewska (21. června 1911 Grodzisk Mazowiecki, Jordanowice – 27. března 1983 Krakov) byla polská spisovatelka a publicistka.

## Život
Hanna Malewska byla dcerou generála Bronisława Malewského. Po ukončení školy vystudovala v Lublinu historii a poté působiála jako středoškolská učitelka. V roce 1944 se zúčastnila Varšavského povstání. Po druhé světové válce stále více pracovala jako novinářka a v letech 1957 až 1973 byla šéfredaktorkou katolického časopisu „Znak“. Po odchodu do důchodu se stáhla z veřejné a novinářské činnosti. Byla signatářem dopisu lidí protestujících proti změnám ústavy Polské lidové republiky. V roce 1978 byla zakládající členkou Towarzystwa Kursów Naukowych. Dne 23. srpna 1980 se připojila k výzvě 64 vědců, spisovatelů a publicistů adresovaných komunistickým úřadům, aby zahájily dialog se stávkujícími dělníky. V posledních letech svého života trpěla tuberkulózou.
Psala především historické romány, ve kterých se zabývala tématy z antiky a středověku, i když zásadní katolická orientace je patrná ve všech jejích dílech.

## Dílo
- 1931: Cabrera
- 1931: Wiosna grecka
- 1936: Żelazna korona
- 1946: Kamienie wołać będą, v českém překladu vyšlo v roce 1974[5]
- 1947: Żniwo na sierpie (životopisný příběh C.K. Norwida)
- 1947: Stanica
- 1954: Przemija postać świata, v českém překladu vyšlo v roce 1981 a 1983 [6][7]
- 1956: Sir Tomasz More odmawia
- 1959: Opowieść o siedmiu mędrcach
- 1959: Listy staropolskie z epoki Wazów
- 1961: Panowie Leszczyńscy
- 1965: Apokryf rodzinny
- 1970: Labirynt. LLW, czyli co może zdarzyć się jutro
- 1981: O odpowiedzialności. Wybór publicystyki (1945–1976), druhé rozšířené vydání vyšlo v roce 1987 pod názvem O odpowiedzialności i inne szkice. Wybór publicystyki (1945–1976)